# Bothrocophias myersi
Bothrocophias myersi е вид змия от семейство Отровници (Viperidae). Видът не е застрашен от изчезване.

## Разпространение
Разпространен е в Колумбия.